# اتاق دونفره
اتاق دونفره (انگلیسی: Room for Two) یک فیلم در ژانر کمدی به کارگردانی موریس الوی است که در سال ۱۹۴۰ منتشر شد. 
از بازیگران آن می‌توان به فرانسیس دی و ماگدا کون اشاره کرد.